# Бочжун
Бочжун, Блок 29/26, англ. Bozhong — группа нефтегазовых месторождений в Китае. Расположено в центральной части Бохайского залива. Открыто в 2005 году.
В бочжунскую группу входят несколько месторождений: Бочжун 28-1, Бочжун 28-2 (Бочжун Восточный, Бочжун Южный),  Бочжун 26-1, Бочжун 26-3, Бочжун 29-5, Бочжун 29-4, Бочжун 34-5, Бочжун 19-4, Бочжун 3-2.
Оператором месторождение является китайская морская нефтяная компания CNOOC.